# Jocs Panamericans de 2011

Jocs Panamericans 2011.

Els XVI Jocs Panamericans es duran a terme del 14 al 30 d'octubre de 2011, a la ciutat de Guadalajara, Mèxic. Aquesta és la tercera vegada que el país organitza uns Jocs Panamericans, i la primera vegada que s'organitzen fora de la capital.

## Procés de selecció

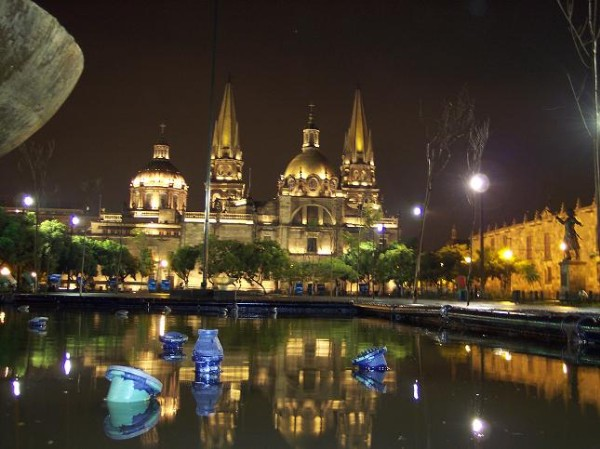
Guadalajara.

L'Organització Esportiva Panamericana (ODEPA) va elegir per unanimitat a Guadalajara durant la 44a Assemblea General de l'Organització celebrada a Buenos Aires el 28 de maig de 2006. La ciutat mexicana va ser elegida pels 42 delegats de l'organització.
Altres ciutats com San Antonio, Texas (que va perdre amb Rio de Janeiro la seu de 2007), Mar del Plata a l'Argentina (que ja havia estat seu de l'esdeveniment l'any 1995) i Cali a Colòmbia (seu dels Jocs el 1971) havien estat presentades com a possibles seus, però, cap va presentar la seva candidatura oficial per l'Assemblea.
Guadalajara buscava la seu des de fa 10 anys, però el 2003 va perdre amb Santo Domingo, i en la següent contesa va retirar la seva candidatura, per la qual cosa Rio de Janeiro es va quedar amb l'organització dels Panamericans de 2007.

## Esports
Esports i resultats dels Jocs Panamericans de 2011:
- Atletisme
- Bàdminton
- Bàsquet
- Handbol
- Beisbol
- Bitlles
- Boxa
- Piragüisme
- Ciclisme
  -  BMX
  -  Ciclisme en ruta
  -  Ciclisme de muntanya
  -  Ciclisme en pista
- Esports aquàtics
  -  Salts
  -  Natació sincronitzada
  -  Natació
  -  Waterpolo
  -  Natació en aigües obertes
- Equitació
- Esgrima
- Esquí aquàtic
- Futbol
- Gimnàstica
  -  Gimnàstica artística
  -  Gimnàstica rítmica
  -  Gimnàstica acrobàtica
- Hoquei
- Judo
- Karate
- Halterofília
- Lluita lliure
- Patinatge
- Pilota basca
- Pentatló modern
- Raquetbol
- Rem
- Rugbi a 7
- Softbol
- Esquaix
- Taekwondo
- Tennis
- Tennis de taula
- Tir olímpic
- Tir amb arc
- Triatló
- Vela
- Voleibol
- Voleibol platja

## Països participants

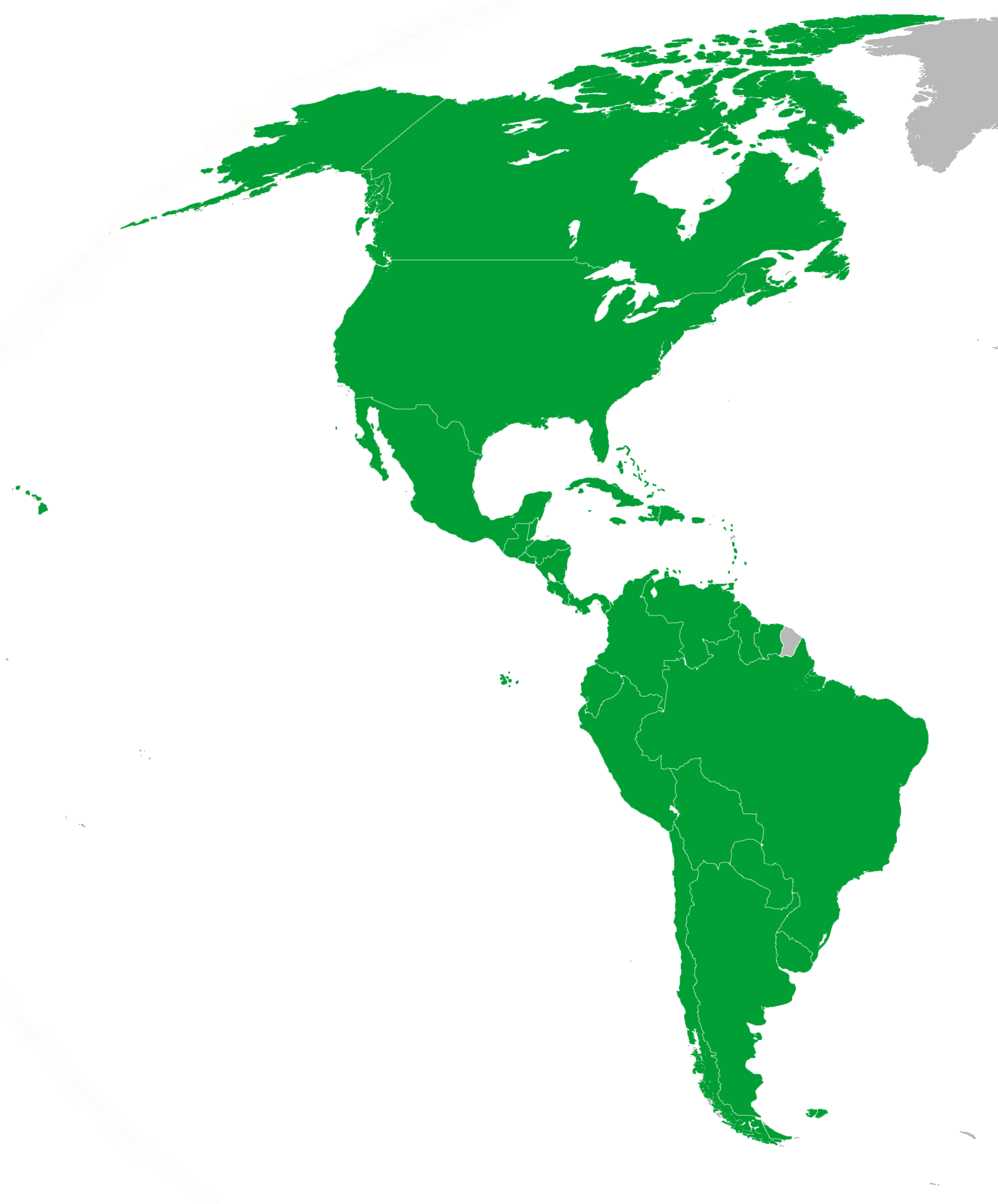
Mapa de nacions que participen als Jocs Panamericans.

A continuació, els països i territoris americans participants al costat del seu codi COI corresponent:
| - Antigua i Barbuda (ANT) - Antilles Neerlandeses (AHO) - Argentina (ARG) - Aruba (ARU) - Bahames (BAH) - Barbados (BAR) - Belize (BIZ) - Bermudes (BER) - Bolívia (BOL) - Brasil (BRA) - Canadà (CAN) - Colòmbia (COL) - Costa Rica (CRC) - Cuba (CUB) | - Dominica (DMA) - Equador (ECU) - El Salvador (ESA) - Estats Units (USA) - Grenada (GRN) - Guatemala (GUA) - Guyana (GUY) - Haití (HAI) - Hondures (HON) - Illes Caiman (CAY) - Illes Verges Britàniques (IVB) - Illes Verges Americanes (ISV) - Jamaica (JAM) - Mèxic (MEX) | - Nicaragua (NCA) - Panamà (PAN) - Paraguai (PAR) - Perú (PER) - Puerto Rico (PUR) - República Dominicana (DOM) - Saint Kitts i Nevis (SKN) - Saint Vincent i les Grenadines (VIN) - Saint Lucia (LCA) - Surinam (SUR) - Trinitat i Tobago (TRI) - Uruguai (URU) - Veneçuela (VEN) - Xile (CHI) |

## Organització

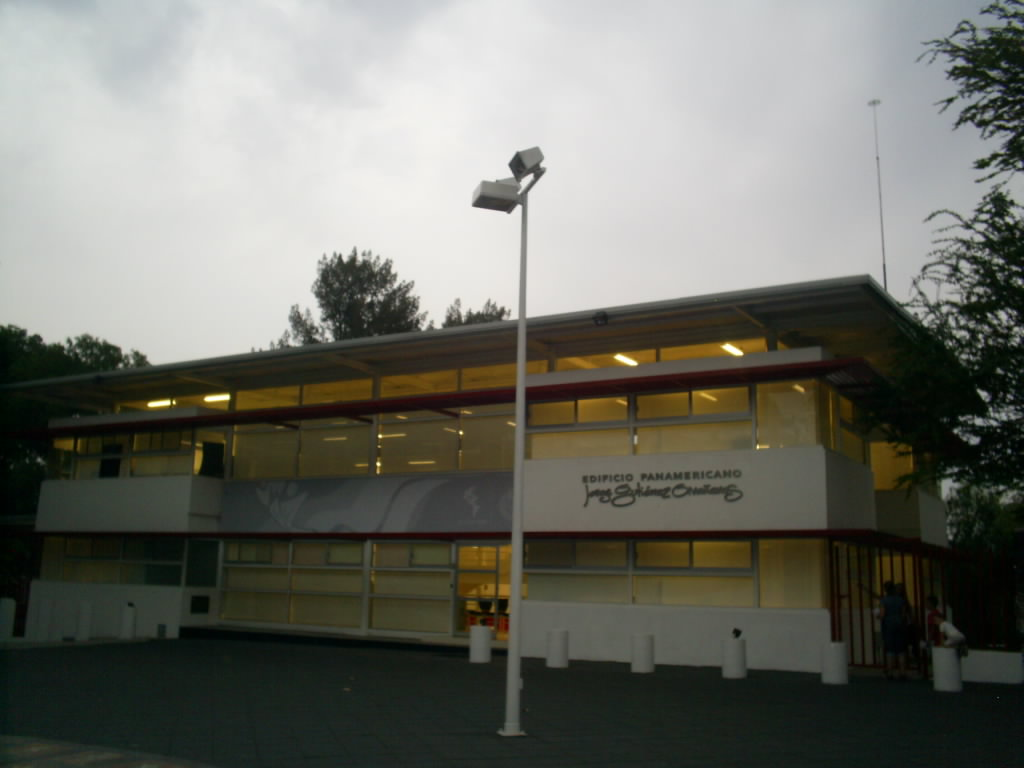
Edifici Panamericà.

### Comitè organitzador
El 5 d'agost del 2007 va ser publicat per l'Ajuntament de Guadalajara, el decret de creació de l'Organisme Públic Descentralitzat de l'Administració Pública Municipal de Guadalajara, conegut com a “Comitè Organitzador dels XVI Jocs Panamericans “Guadalajara 2011” (COPAG 2011). L'esmentada institució es troba composta per una Junta de Govern i pel Director General.

### Pressupost, beneficis i turisme
El govern federal mexicà va donar uns 2 mil milions de pesos per a l'organització de l'event. No obstant això, per a febrer de 2011, membres del Comitè Organitzador van assegurar que el pressupost havia augmentat un 200%, i van estimar que el cost total rondaria els 750 milions de dòlars. D'altra banda, també s'estima que la infraestructura que deixarà la competència serà d'uns 3.000 milions de pesos. Els càlculs preliminars de la Secretaria de Promoció Econòmica de Jalisco, pel que fa a la captació econòmica que deixarà els Jocs Panamericans a l'Estat, ronden els 4 mil milions de pesos; a més, el secretari de Turisme de l'estat de Jalisco, Aurelio López, ha calculat que Guadalajara espera l'arribada de més d'1 milió de turistes nacionals i internacionals amb motiu dels Jocs Panamericans.